# Karlsborgs socken
Karlsborgs socken i Västergötland ingick i Vadsbo härad, ingår sedan 1971 i Karlsborgs kommun och motsvarar från 2016 Karlsborgs distrikt.
Socknens areal är 9,03 kvadratkilometer varav 5,57 land. År 2000 fanns här 3 295 invånare.  Större delen av tätorten Karlsborg med Karlsborgs fästning med sockenkyrkan Garnisonskyrkan ligger i socknen.

## Administrativ historik
Karlsborgs garnisonsförsamling bildades 6 augusti 1831 genom utbrytning ur Mölltorps och Ransbergs församlingar. 1885 bildades Karlsborgs församling och Karlsborgs landskommun genom utbrytning ur Mölltorps och Undenäs församlingar och Mölltorps och Undenäs landskommuner. 1960 införlivades Karlsborgs garnisonsförsamling i Karlsborgs församling. Landskommunen ombildades 1971 till Karlsborgs kommun.
1 januari 2016 inrättades distriktet Karlsborg, med samma omfattning som församlingen hade 1999/2000.
Socknen har tillhört län, fögderier, tingslag och domsagor enligt vad som beskrivs i artikeln Vadsbo härad.

## Geografi
Karlsborgs socken ligger på två halvöar och ett näs som förbinder dessa, med Bottensjön i väster och Vättern i öster. Sockenområdet var före bebyggelsen en kuperad skogsbygd med inslag av odlingsbygd.

## Fornlämningar
Förutom rester av en gravhög, saknas fornlämningar.

## Namnet
Namnet kommer från fästningen som namngavs efter Karl XIV Johan.